# 서화협회
서화협회(書畵協會)는 1918년 5월 19일에 창설된 미술단체로, 근대 초기의 한국인들만으로 이뤄진 순수한 미술단체였다.

## 활동
이 단체는 고희동을 중심으로 많은 서화가들이 회원으로 활동했다. 조선총독부가 주관하는 조선미술전람회에 대항하여 민족적인 감정을 내재한 미술 활동을 전개했지만, 일부 회원이 한때 선전에 참가하기도 했다. 창립 회원 중 고희동만이 유일한 서양화가였으며, 나머지는 모두 전통 서화가였다. 따라서 초기의 서화협회는 서화가 우위였지만 시간이 갈 수록 서양화의 비중이 커졌다.
이 단체는 한국 근대 미술사에서 중요한 업적을 남겼지만 1939년 일제의 탄압으로 해산되었다. 매년 한 차례 협회전을 개최하고 회보를 발간했으며, 1923년에는 동숭동 회관에 서화학원을 설치, 같은 해 11월 10일에 개강했는데, 주로 동양화와 서예, 서양화 등의 과목을 편성하여 미술 교육을 실시했다.

## 창립 회원

### 화가
- 조석진 (趙錫晉)
- 안중식 (安中植)
- 정학수 (丁學秀)
- 김응원 (金應元)
- 강필주 (姜弼周)
- 나수연 (羅壽淵)
- 김규진 (金圭鎭)
- 이도영 (李道榮)
- 고희동 (高羲東)

### 서예가
- 정대유 (丁大有)
- 오세창 (吳世昌)
- 강진희 (姜璡熙)
- 김돈희 (金敦熙)

## 같이 보기
- 이도영

## 참고 자료
- 「근대지식으로서의 사회주의」, 1920년대 신문 만평의 사회주의(이도영), 상허학회 저, 깊은샘(2008년, 77~78p)